# جشنواره جاز تورنتو
جشنواره جاز تورنتو (انگلیسی: Toronto Jazz Festival) یک رویداد جاز در تورنتو است که به مدت ۱۰ روز در اواخر ژوئن تا اوایل ژوئیه برگزار می‌شود. بیش از ۵۰۰۰۰۰ نفر را به خود جذب می‌کند و سومین جشنواره بزرگ موسیقی سالانه شهر در کنار شمال از شمال غربی (جشنواره) و جشنواره بین‌المللی جاز سواحل است.